# Anthozela
Anthozela is een geslacht van vlinders van de familie bladrollers (Tortricidae).

## Soorten
- A. anonidii Ghesquière, 1940
- A. chrysoxantha Meyrick, 1913
- A. psychotriae Razowski & Brown, 2012